# Francesco Erizzo
Francesco Erizzo (Venezia, 18 febbraio 1566 – Venezia, 3 gennaio 1646) è stato il 98º doge della Repubblica di Venezia.

## Biografia

### Giovinezza ed educazione
Secondo dei quattro figli maschi di Benedetto e Marina Contarini, apparteneva alla famiglia degli Erizzo, casata di origine istriana ascritta al patriziato sin dalla serrata del Maggior Consiglio. La famiglia viveva da tempo nella parrocchia di San Martino e non era particolarmente ricca né, nonostante l'antica nobiltà, prestigiosa; solo con Francesco riuscì a raggiungere le massime cariche della Repubblica.
Non si sposò, lasciando al fratello Nicolò il compito di continuare la discendenza. Ebbe tuttavia una figlia naturale, che fu suora a Santo Spirito con il nome di Maria Benedetta.
Si formò all'Università di Padova frequentando corsi di filosofia e retorica (ma non raggiunse mai il dottorato), potendo così potenziare le sue già notevoli dote di oratore. Iniziò la carriera politica nell'aprile del 1590 quando fu, per un semestre, savio agli Ordini.

### Carriera politica
Era questo un periodo di forti attriti politici, con gli scontri tra il partito dei "giovani" e quello filoclericale e filospagnolo. L'Erizzo, però, mantenne saggiamente una posizione moderata, equidistante tra le fazioni. Questo gli permise di essere riconfermato nel saviato per altri due semestri tra 1592 e il 1594. L'11 marzo 1595 veniva eletto, con Cristoforo Valier, sindaco in Dalmazia, con il compito di controllare i rettori della zona. La relazione che presentarono al Senato nel 1596 descrive una situazione disastrosa in termini economici.
Dopo due anni di inattività, ritorna nella scena pubblica il 25 maggio 1599 quando venne inviato a Salò in qualità di provveditore e capitano della Riviera Bresciana, incarico che concluse il 24 novembre 1600. Fu poi savio di Terraferma (due semestri del 1601 e 1605) e, durante gli anni dell'interdetto, accettò prudentemente l'elezione a luogotenente della Patria del Friuli (1605-1607). Tornò poi a Venezia dove ricoprì ancora il saviato di Terraferma per un trimestre. Durante la guerra di Gradisca (1615) fu provveditore di Palmanova.

### Dogato

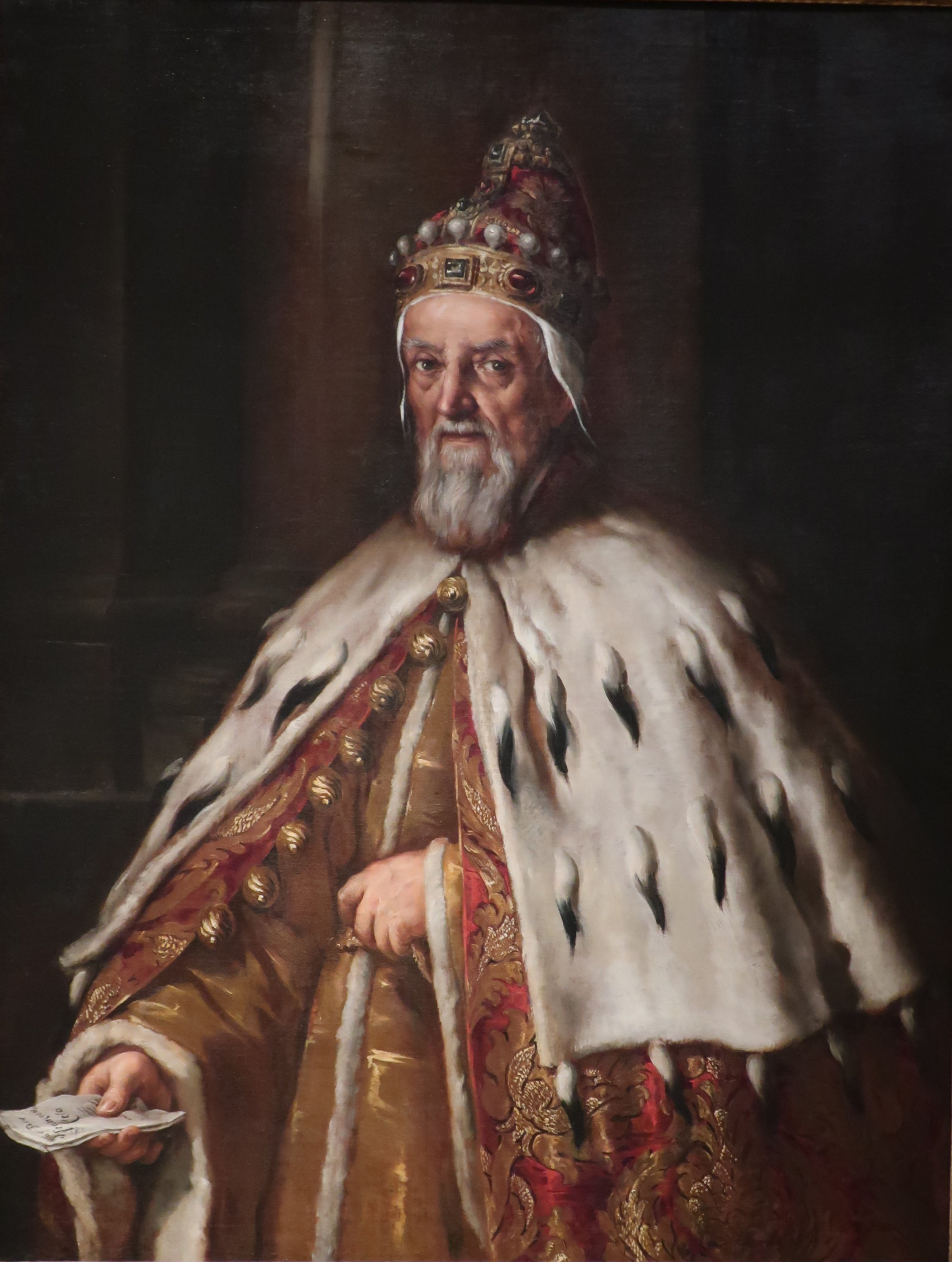
Il doge Francesco Erizzo ritratto da Bernardo Strozzi nel 1635, Phoenix Art Museum

La grande considerazione cui godeva presso l'opinione pubblica lo portò ad essere eletto doge il 10 aprile 1631 al primo scrutinio, con ben 40 voti su 41. Ricevette la notizia mentre si trovava a Vicenza dove seguiva la costruzione di nuove fortificazioni.
Svolse il suo dogato in un periodo piuttosto tranquillo. Negli anni Trenta si sviluppò il gioco d'azzardo (ed i famosi ridotti, cioè case da gioco), i teatri ebbero un nuovo periodo di splendore e a Palazzo Ducale le feste e i ricevimenti erano all'ordine del giorno. La spensieratezza di quel periodo non venne turbata neppure dalla breve guerra contro lo Stato Pontificio che rivendicava il piccolo ducato di Castro, compreso nei territori di Parma: nel 1644 fu raggiunta una pace alquanto favorevole per Venezia (Castro rimase a Parma) la quale riabilitò il nome della Repubblica in campo internazionale.

### Ultimi tempi e morte

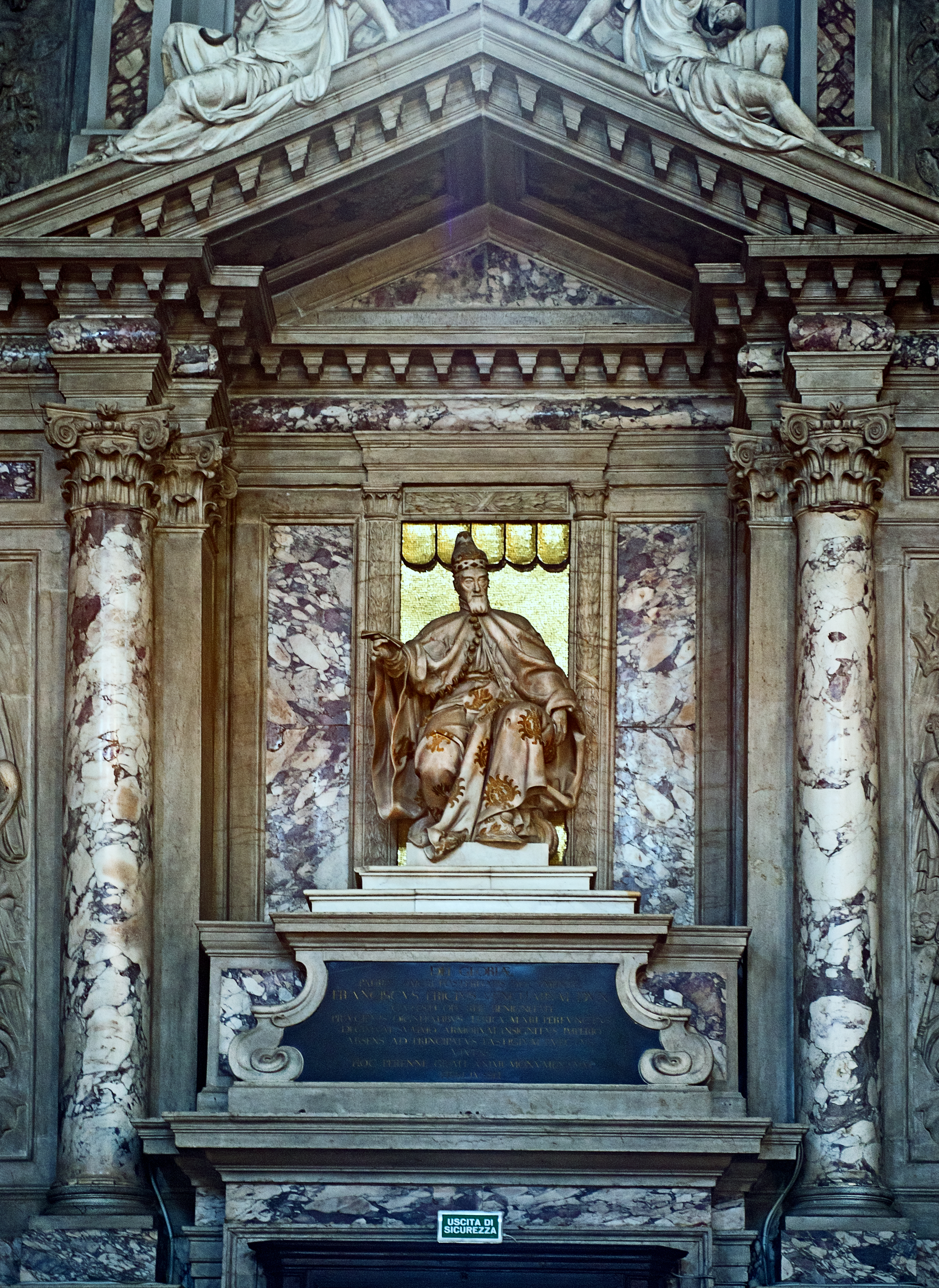
La tomba di Francesco Erizzo, nella chiesa di San Martino.

Questo periodo di prosperità si interruppe improvvisamente nel 1645 con l'inizio della lunga guerra di Candia. Il 7 dicembre, probabilmente con l'intento di risollevare gli animi, il Senato offrì al Doge il comando delle operazioni militari. L'Erizzo accettò di buon grado, ma il suo fisico di uomo anziano (aveva 78 anni) non resse all'ansia e all'impegno: morì infatti poco dopo, il 3 gennaio 1646, molto rimpianto dal popolo.
Viene sepolto nella chiesa di San Martino di Castello vicino al suo luogo di nascita.
Per sua stessa volontà nella Basilica di San Marco a pochi passi dalla Pala d'oro nel pavimento sotto una piastrella che reca il simbolo della famiglia Erizzo sormontata dal Corno Ducale riposa il Cuore dello stesso doge.